# Újsolt
Újsolt é um município da Hungria, situado no condado de Bács-Kiskun. Tem 32,98 km² de área e sua população em 2019 foi estimada em 167 habitantes.